# Mount Perov
Mount Perov (französisch Mont Perov) ist ein 2380 m hoher Berg im ostantarktischen Königin-Maud-Land. Er ragt unmittelbar westlich des Norsk-Polarinstitutt-Gletschers in den Belgica Mountains auf.
Teilnehmer der Belgischen Antarktis-Expedition 1957/58 unter Gaston de Gerlache de Gomery (1919–2006) entdeckt ihn. Namensgeber ist der sowjetische Pilot Wiktor Perow, der vier Mitgliedern der Forschungsreise nach dem Absturz ihres Flugzeugs im Dezember 1958 das Leben rettete. Die englischsprachige Benennung ist seit 1962 durch das Advisory Committee on Antarctic Names akzeptiert.